# Dictyna ignobilis
Dictyna ignobilis är en spindelart som beskrevs av Kulczynski 1895. Dictyna ignobilis ingår i släktet Dictyna och familjen kardarspindlar. Inga underarter finns listade i Catalogue of Life.